# ألفرد كارتر

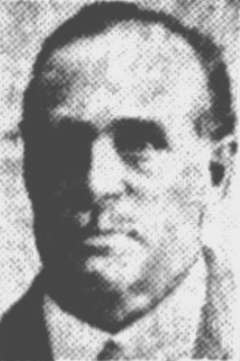
ألفرد كارتر

ألفرد كارتر (بالإنجليزية: Alfred Carter)‏ (1 مارس 1869 بملبورن في أستراليا - 7 يونيو 1920) هو لاعب كريكت أسترالي. لعب مع فريق فكتوريا للكريكت.

## وصلات خارجية
- ألفرد كارتر على موقع إي آس بي آن كريك إنفو (الإنجليزية)